# Tuberoza
Tuberoza (Polianthes L.) – wyodrębniany w historycznych ujęciach taksonomicznych rodzaj roślin z rodziny agawowatych, do którego zaliczano 13 gatunków roślin występujących głównie w Meksyku. Na początku XXI wieku, na podstawie wyników badań filogenetycznych, został on uznany za synonim rodzaju agawa.

## Systematyka
Pozycja i podział według systemu APG II (2003) i APweb (2001...)
Rodzaj należy do rodziny agawowatych Agavaceae Endl. wchodzącej w skład linii rozwojowej obejmującej hiacyntowate Hyacintheaceae, Themidaceae i Aphyllanthaceae. Klad ten wchodzi w skład rzędu szparagowców (Asparagales), stanowiący z kolei jeden z kladów jednoliściennych.
Pozycja w systemie Reveala (1993-1999)
Gromada okrytonasienne (Magnoliophyta Cronquist), podgromada Magnoliophytina Frohne & U. Jensen ex Reveal, klasa jednoliścienne (Liliopsida Brongn.), podklasa liliowe (Liliidae J.H. Schaffn.), nadrząd liliopodobne (Lilianae Takht.), rząd agawowce (Agavales Hutch.), rodzina agawowate (Agavaceae Endl.), rodzaj tuberoza (Polianthes L.).
Wykaz gatunków
- Polianthes bicolor E.Solano, Camacho & García-Mend. ≡ Agave bicolor (E.Solano & García-Mend.) Thiede & Eggli
- Polianthes densiflora (B.L.Rob. & Fernald) Shinners ≡ Agave confertiflora Thiede & Eggli
- Polianthes durangensis Rose ≡ Agave palustris (Rose) Thiede & Eggli
- Polianthes elongata Rose ≡ Agave producta Thiede & Eggli
- Polianthes geminiflora (Lex.) Rose ≡ Agave coetocapnia subsp. coetocapnia
- Polianthes howardii Verh.-Will. ≡ Agave howardii (Verh.-Will.) Thiede & Eggli
- Polianthes longiflora Rose ≡ Agave dolichantha Thiede & Eggli
- Polianthes michoacana M.Cedano, Delgad. & Enciso ≡ Agave michoacana (M.Cedano, Delgad. & Enciso) Thiede & Eggli

- Polianthes montana Rose ≡ Agave rosei Thiede & Eggli
- Polianthes multicolor E.Solano & Dávila ≡ Agave multicolor (E.Solano & Dávila) Thiede
- Polianthes nelsonii Rose ≡ Agave neonelsonii Thiede & Eggli
- Polianthes oaxacana García-Mend. & E.Solano ≡ Agave oaxacana (García-Mend. & E.Solano) Thiede
- Polianthes palustris Rose ≡ Agave palustris (Rose) Thiede & Eggli
- Polianthes platyphylla Rose ≡ Agave platyphylla (Rose) Thiede & Eggli
- Polianthes pringlei Rose ≡ Agave neopringlei Thiede & Eggli
- Polianthes sessiliflora (Hemsl.) Rose ≡ Agave apedicellata Thiede & Eggli
- Polianthes tuberosa L. (tuberoza bulwiasta) ≡ Agave amica (Medik.) Thiede & Govaerts
- Polianthes zapopanensis E.Solano & Ríos-Gómez ≡ Agave zapopanensis (E.Solano & Ríos-Gómez) Thiede

## Zastosowanie
Jeden gatunek (tuberoza bulwiasta) jest uprawiany jako roślina ozdobna oraz do produkcji perfum.